# Donald Crowhurst
Donald Charles Alfred Crowhurst (* 19. August 1932 in Ghaziabad, Britisch-Indien; † vermutlich 1. Juli 1969 im Nordatlantik) war ein britischer Geschäftsmann und Amateursegler, der durch die ungewöhnlichen Umstände seiner Teilnahme an einer Segelregatta bekannt wurde, von der er nicht zurückkehrte.

## Leben
Donald Crowhurst wurde in Britisch-Indien als Sohn eines leitenden englischen Eisenbahnangestellten und einer Lehrerin geboren. Nach der Unabhängigkeit Indiens übersiedelte die Familie 1947 nach England und lebte dort in schlechten wirtschaftlichen Verhältnissen. Nach dem Tod seines Vaters konnte Crowhurst sein Studium der Elektrotechnik wegen Geldmangels nicht fortsetzen. Er schlug eine militärische Laufbahn ein und wurde in der Royal Air Force zum Piloten ausgebildet. Ihm wurde aber von dieser ebenso wie von der British Army, der er anschließend beitrat, jeweils aufgrund diverser dienstlicher und außerdienstlicher Eskapaden nahegelegt, seinen Abschied zu nehmen.
Ab 1957 arbeitete Crowhurst, der bei der British Army auch eine elektrotechnische Ausbildung absolviert hatte, für das Elektronikunternehmen Mullard und machte sich 1962 in Bridgwater mit einem kleinen Elektronikunternehmen namens Electron Utilisation Ltd. selbstständig. Das einzige Produkt der Firma war ein Funkpeilgerät namens Navicator, ein Handgerät zum Einpeilen von Funkfeuern für die Navigation in der Privatschifffahrt. Wirtschaftlich ging es mit dem Unternehmen jedoch bald bergab (anfangs waren sechs Mitarbeiter beschäftigt, 1967 jedoch nur noch Crowhurst selbst und ein stundenweise angestellter Techniker), sodass Crowhurst um die Existenz seiner Familie – er hatte mit seiner Frau Clare vier Kinder – zu fürchten begann.
1962 hatte sich Crowhurst ein kleines Segelboot namens Golden Pot gekauft, damit jedoch allenfalls Wochenendtörns in der Nähe seines Wohnortes absolviert.

## DasSunday Times Golden Globe Race

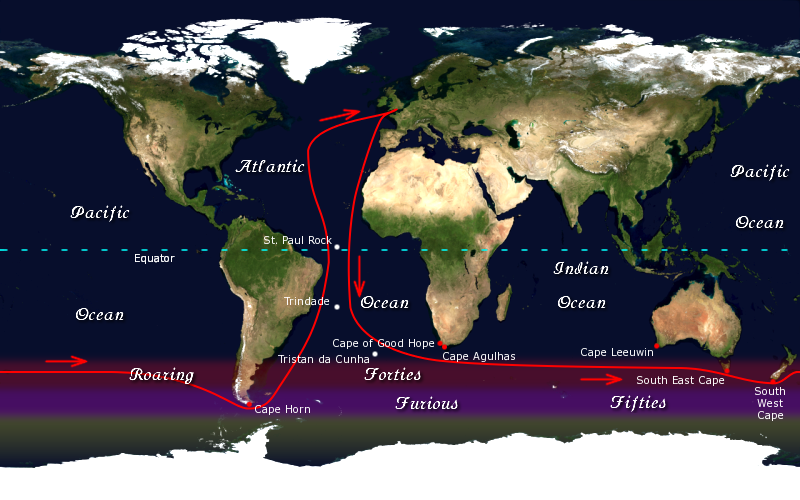
Die Route des Golden Globe Race

Nach der erfolgreichen Einhand-Weltumsegelung von Sir Francis Chichester von August 1966 bis Mai 1967 mit der Ketsch Gipsy Moth IV versuchte die Londoner Sunday Times, die über Chichesters Reise ausführlich berichtet hatte, die in Großbritannien aufgekommene Begeisterung für solche Fahrten publizistisch zu nutzen. Da Chichester während seiner Fahrt einen Stopp in Australien eingelegt hatte, verblieb die erste Nonstop-Einhand-Weltumsegelung als noch zu erreichendes Ziel. Die Zeitung stiftete am 17. März 1968 eine Trophäe, den Golden Globe, für den Einhandsegler, der zwischen dem 1. Juni und dem 31. Oktober 1968 von einem beliebigen Hafen auf den britischen Inseln zu einer Nonstop-Weltumsegelung starten und als erster zurückkehren würde. Ein weiterer Preis von 5.000 Pfund (nach heutiger Kaufkraft etwa 107.000 Euro) wurde für die schnellste Weltumsegelung ausgesetzt. Das Rennen war für jedermann offen, ein Nachweis seemännischer Kenntnisse wurde nicht gefordert.
Crowhurst war trotz seiner geringen Segelerfahrung überzeugt, dass er das Rennen gewinnen und anschließend die Produkte seines Unternehmens besser verkaufen und mit dem Preisgeld und den zu erwartenden Einnahmen aus Buch- und Werbeverträgen seine Schulden abtragen könnte. Er besaß aber weder ein hochseetaugliches Boot noch die erforderlichen finanziellen Mittel. Nachdem ein Versuch misslungen war, die Cutty Sark Society in Greenwich dazu zu bewegen, ihm die dort ausgestellte Gipsy Moth IV für die Regatta zur Verfügung zu stellen, fand Crowhurst in dem Unternehmer Stanley Best einen Geldgeber, der sich jedoch als Sicherheit eine Hypothek auf Crowhursts Haus eintragen ließ und vertraglich vereinbarte, dass Electron Utilisation Ltd. ihm das Boot abkaufen müsse, wenn das Rennen nicht angetreten oder vorzeitig abgebrochen würde.
Die Teilnehmer in der Reihenfolge ihres Starts mit ihren Startorten waren John Ridgway (1. Juni 1968, Inishmore), Chay Blyth (8. Juni 1968, Hamble-le-Rice), Robin Knox-Johnston (14. Juni 1968, Falmouth), Bernard Moitessier (21. August 1968, Plymouth), Loïck Fougeron (21. August 1968, Plymouth) und Bill King (24. August 1968, Plymouth). Von Plymouth aus startete am 16. September 1968 auch Nigel Tetley, der wie Crowhurst mit einem Trimaran unterwegs war. Am letztmöglichen Tag, dem 31. Oktober 1968, starteten Alex Carozzo (von Cowes) und Crowhurst selbst, dessen Fahrt in Teignmouth begann.

## Verlauf des Rennens

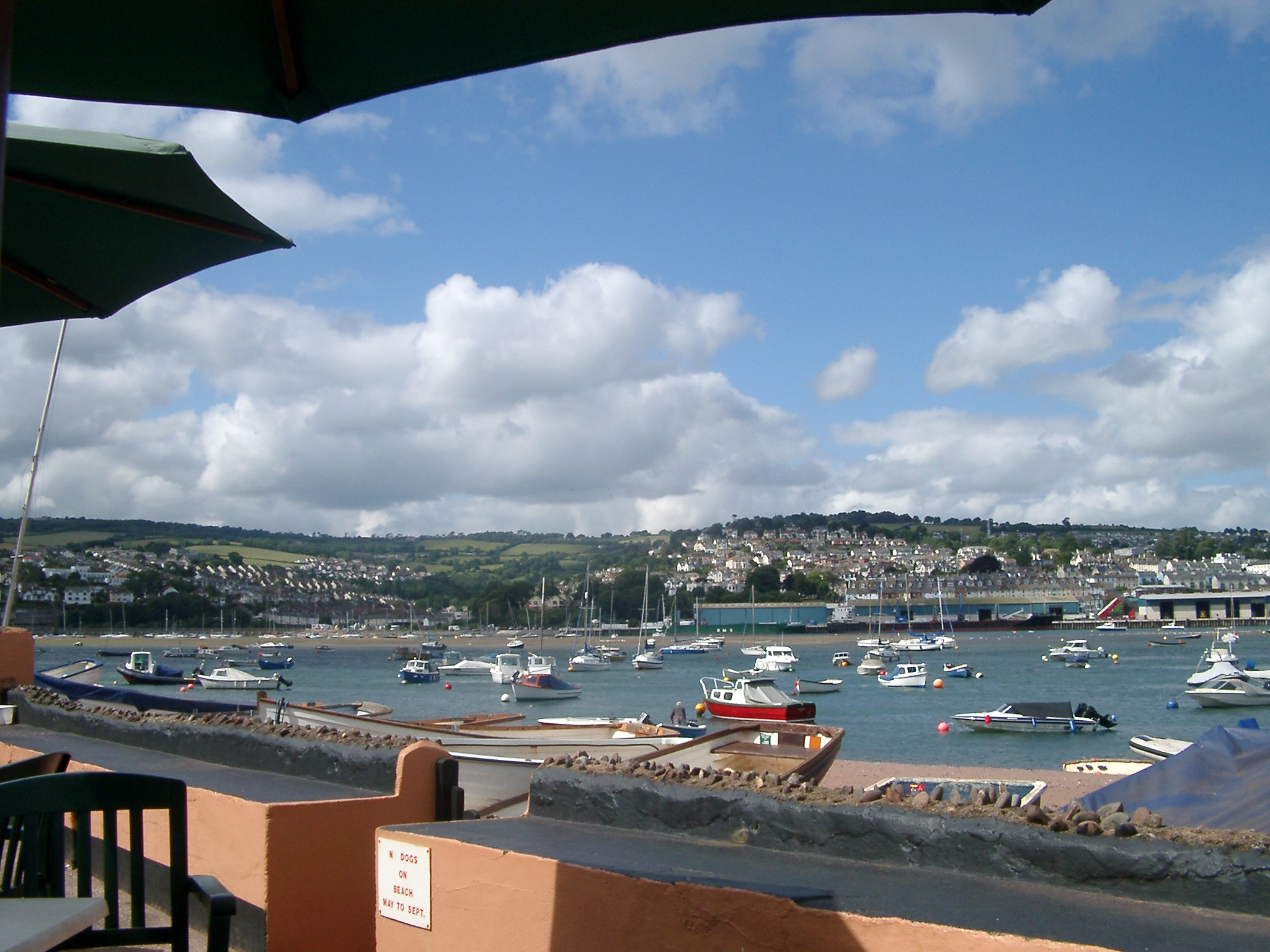
Hafen von Teignmouth (2007)

Da die Finanzierung nicht vor Ende Mai 1968 gesichert war, konnte Crowhurst erst fünf Monate vor dem letztmöglichen Starttermin darangehen, eine Bootswerft zu finden. Er hatte sich für einen Trimaran mit Ketschtakelung entschieden und fand schließlich Werften in Brightlingsea und Brundall, die das Boot in der Rekordzeit von vier Monaten fertigstellten. Außerdem engagierte er den Journalisten Rodney Hallworth als PR-Berater, der das Hafenstädtchen Teignmouth an der südwestenglischen Kanalküste als Sponsor und Startort für Crowhurst organisierte. Crowhursts Bemühungen um Sponsoren aus der Industrie waren fast erfolglos geblieben. Lediglich von Tupperware erhielt er Plastikbehälter für das Verstauen von kleinen Ausrüstungsteilen.
Bereits auf der Jungfernfahrt nach Teignmouth vom 2. bis zum 15. Oktober 1968 (deren Dauer von Crowhurst ursprünglich auf drei Tage veranschlagt worden war) wurde jedoch klar, dass das auf den Namen Teignmouth Electron getaufte, zwölf Meter lange Boot vor dem Wind zwar recht schnell segelte, seine Manövrierfähigkeit jedoch dadurch eingeschränkt war, dass man es maximal 60° gegen den Wind steuern konnte. Wegen des späten Eintreffens in Teignmouth verblieb für Crowhurst kaum noch Zeit, sich mit dem Trimaran vertraut zu machen oder den von ihm entwickelten Schutz gegen Durchkentern – einen automatisch aufblasbaren Auftriebskörper an der Mastspitze – fertigzustellen. Nach überhastetem Klarmachen des Bootes, bei dem wichtige Ersatzteile und Ausrüstungsgegenstände erst gar nicht an Bord kamen oder so verstaut wurden, dass Crowhurst sie auf See nicht mehr finden konnte, startete er in Teignmouth als letzter Teilnehmer des Rennens am 31. Oktober 1968 um 16:52 Uhr.
Bald wurde Crowhurst klar, dass die Teignmouth Electron viel langsamer als gedacht und nur begrenzt seetüchtig war (er hatte von Anfang an mit Lecks in den Bootsrümpfen und Schäden an der Selbststeueranlage zu kämpfen) und er keine Chance haben würde, die weite Strecke zurückzulegen, geschweige denn das gefährliche Kap Hoorn zu umrunden. Dennoch sendete er optimistische Funknachrichten nach Hause, in denen er weit übertriebene Etmale angab, darunter eines in der Rekordhöhe von 243 Seemeilen (450 km). Diese Meldungen, die zusätzlich noch von Hallworth ausgeschmückt wurden, erweckten in der Öffentlichkeit den Eindruck, dass sich Crowhurst zum heimlichen Favoriten des Rennens entwickelte.
Als Anfang Dezember 1968 Crowhursts vorgetäuschte Position und sein übertrieben optimistischer Zeitplan so deutlich von der tatsächlich zurückgelegten Strecke abzuweichen begannen, dass es unmöglich geworden wäre, dies aufzuholen und noch vor dem besonders stürmischen Winter auf der Südhalbkugel am Kap Hoorn anzukommen, entschloss er sich, nicht in Richtung Kap der Guten Hoffnung weiterzufahren, sondern im Atlantik zu bleiben und nach einigen Monaten Wartezeit den Weg nach Hause anzutreten, um so eine abgeschlossene Weltumsegelung vorzutäuschen. Auch die Leckagen der Bootsrümpfe hatten ein derartiges Ausmaß erreicht, dass es unter diesen Bedingungen lebensgefährlich gewesen wäre, sich in die Sturmzone der Brüllenden Vierziger zu begeben. Da ein passender Schlauch an Bord fehlte, war die Lenzpumpe unbrauchbar, sodass Crowhurst nur mit einer Pütz lenzen konnte. Bei Sturm wäre dies unmöglich gewesen. Ein Aufgeben kam für Crowhurst jedoch nicht in Frage, da er der Meinung war, dass dies – außer der Blamage wegen der gefälschten Jubelmeldungen über seine angeblichen Rekorde – auch den Bankrott seines Unternehmens und den finanziellen Ruin seiner Familie zur Folge haben musste.

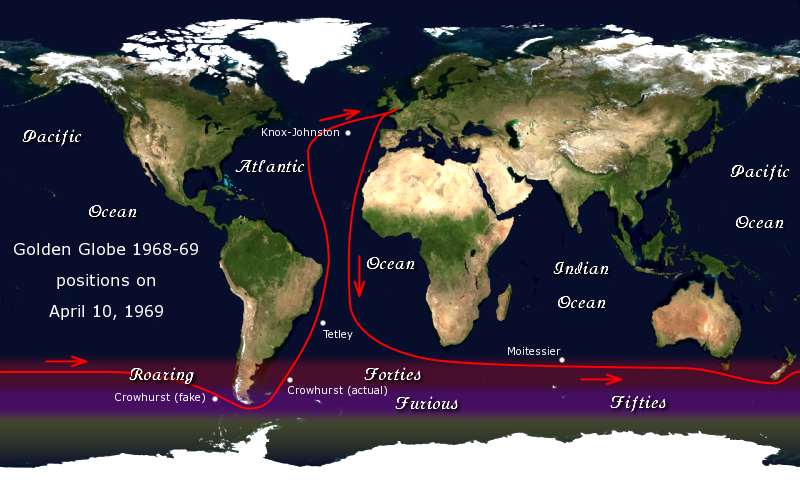
Crowhursts vorgetäuschte und tatsächliche Position am 10. April 1969

Unter dem Vorwand, die leckende Generatorluke gegen weiteren Wassereinbruch dauerhaft verschließen zu müssen, brach er den Funkkontakt ab, um den sich verstärkenden Nachfragen nach seiner genauen Position zu entgehen. Er begann außerdem, ein gefälschtes Logbuch zu führen, mit dem er nach seiner Rückkehr die angebliche Weltumsegelung zu belegen hoffte. Crowhurst meldete sich erst am 7. April 1969 wieder per Funk bei Hallworth, den die Nachricht drei Tage später erreichte. Er gab vor, sich den Diego-Ramírez-Inseln zu nähern und damit kurz vor der Umrundung von Kap Hoorn zu stehen. In der Zwischenzeit (vom 6. bis 8. März) war er gezwungen gewesen, einen weiteren Verstoß gegen die Vorschriften des Rennens zu begehen und einen kleinen Fischereihafen in der Bucht von Samborombón an der Mündung des Río Salado in den Río de la Plata in Argentinien anzulaufen, da er dringend Lecks an seinem Boot reparieren musste.
Ridgway, Blyth, Fougeron, King und Carozzo waren nach und nach durch Sturmschäden oder Krankheit zum Aufgeben gezwungen gewesen, und der deutlich in Führung liegende Moitessier hatte sich entschieden, nachdem er Kap Hoorn bereits passiert hatte, sich nicht kommerziell vereinnahmen zu lassen, das Rennen abzubrechen und nach Tahiti weiterzusegeln. Robin Knox-Johnston traf am 22. April 1969 als erster Teilnehmer wieder in Großbritannien ein. Ihm wurde ein triumphaler Empfang zuteil.

## Das Ende
Nach dem Sieg Knox-Johnstons, der für seine Weltumrundung mit 312 Tagen recht lange gebraucht hatte, waren Crowhurst und Tetley noch im Rennen um die Prämie für den schnellsten Nonstop-Einhand-Weltumsegler. Da Crowhurst inzwischen jedoch fürchtete, dass sein gefälschtes Logbuch einer genauen Prüfung durch Fachleute, die im Falle eines Sieges zu erwarten war, nicht standhalten würde, plante er, erst dann in Richtung Heimat aufzubrechen, wenn er Tetley den Titel nicht mehr streitig machen könnte. Er hoffte, dadurch einer Entlarvung zu entgehen, da er sich sicher war, dass niemand die Logbücher eines Teilnehmers prüfen würde, der keinen der beiden Preise gewonnen hatte.
Dies wurde jedoch dadurch vereitelt, dass Tetley, der annahm, dass Crowhurst ihm dicht auf den Fersen sei, zu riskant segelte und am 21. Mai 1969 nahe den Azoren mit seinem Trimaran Schiffbruch erlitt.
Als Crowhurst klar wurde, dass der „Sieg“ nunmehr unausweichlich war (Hallworth schilderte ihm per Funk seine Planungen für den rauschenden Empfang in Teignmouth, die BBC wollte ihm einen Hubschrauber entgegenschicken, um Tonbänder und Filme in Empfang zu nehmen), verzweifelte er, brach den Funkkontakt erneut ab und versank in geistiger Umnachtung. Seine Aufzeichnungen aus den letzten Wochen bestehen aus wirren philosophischen und physikalischen Abhandlungen, mit insgesamt über 25.000 Wörtern, auf der Grundlage von Einsteins Über die spezielle und die allgemeine Relativitätstheorie, einem der wenigen Bücher, die er an Bord hatte. Am 1. Juli 1969, dem 243. Tag der Reise und dem Tag, an dem er der ursprünglichen Planung nach wieder hatte zurück in England sein wollen, führte er ein exaktes Protokoll über seine letzten Lebensminuten und ging vermutlich genau um 12:00 Uhr mittags mit dem Schiffschronometer und dem gefälschten Logbuch in der Hand ins Wasser. Dies waren die einzigen Gegenstände, die in der Kajüte fehlten. Crowhursts Boot wurde am 10. Juli 1969 von dem britischen Postschiff Picardy im Nordatlantik (Lage) unbeschädigt, aber leer entdeckt. Seine Leiche wurde nicht aufgefunden. Die Teignmouth Electron wurde von dem Postschiff nach Santo Domingo mitgenommen und später nach Jamaika verkauft. Heute ist sie – als Wrack – auf Cayman Brac zu finden.
Robin Knox-Johnston stiftete den Preis von 5000 Pfund für die schnellste Nonstop-Einhand-Weltumsegelung, der ihm nun ebenfalls zuerkannt wurde, für Crowhursts Witwe und Kinder.

## Filme
- Christian de Chalonge: Les Quarantièmes rugissants (Entscheidung am Kap Horn, 1982)
- Nikita Orlow: Gonka weka (Das Rennen des Jahrhunderts, 1986)
- Tacita Dean: Disappearance at Sea (1996), Disappearance at Sea II: Teignmouth Electron (1997)
- Jerry Rothwell, Louise Osmond: Deep Water (2006)
- Simon Rumley: Crowhurst (2017)
- James Marsh: The Mercy (Vor uns das Meer, 2018)

## Belletristik
- Die Seglerin Isabelle Autissier verfasste den Roman Seule la mer s'en souviendra (Nur die See wird sich erinnern, Paris: Grasset & Fasquelle, 2009. ISBN 978-2246720911) über Crowhursts Fahrt.
- Der Protagonist des Buches The Terrible Privacy of Maxwell Sim von Jonathan Coe (deutsch: Die ungeheuerliche Einsamkeit des Maxwell Sim, Stuttgart: DVA, 2010. ISBN 978-3-421-04484-6) ist besessen von Crowhursts Geschichte. In diesem Buch ist eine etwa 20-seitige Darstellung des Lebens und der Fahrt Crowhursts enthalten.